# Goalball aux Jeux paralympiques d'été de 2020
Navigation
Rio de Janeiro 2016 Paris 2024
Les compétitions de goalball des Jeux paralympiques d'été de 2020 organisés à Tokyo, qui devaient se dérouler au Makuhari Messe de Tokyo du 26 août 2020 au 4 septembre 2020 ont été reportées en 2021.

## Tournoi masculin

### Qualifications
| Compétition                                | Date                       | Lieu       | Places | Qualifiés                 |
| ------------------------------------------ | -------------------------- | ---------- | ------ | ------------------------- |
| Pays hôte                                  | Pays hôte                  | Pays hôte  | 1      | Japon                     |
| Championnat du monde IBSA de Goalball 2018 | 3-8 juin 2018              | Malmö      | 3      | Belgique Brésil Allemagne |
| Tournoi de qualification paralympique      | 29 juin - 9 juillet 2019   | Fort Wayne | 2      | Turquie Lituanie          |
| Jeux parapanaméricains 2019                | 23 août - 1 septembre 2019 | Lima       | 1      | États-Unis                |
| Championnat d'Europe 2019                  | 5 - 14 octobre 2019        | Rostock    | 1      | Ukraine                   |
| Championnat de la zone Asie/Océanie 2019   | 5 - 11 décembre 2019       | Tokyo      | 1      | Chine                     |
| Championnat d'Afrique 2020                 | 28 février - 6 mars 2020   | Port-Saïd  | 1      | Algérie                   |

À la suite de la crise sanitaire du COVID-19, le Championnat d'Afrique n'a vu s'affronter que trois équipes (Algérie, Maroc, Égypte). La décision de qualifier l'équipe est revenu à l'IPC qui a donc choisi de délivrer le ticket à l'Algérie, vainqueur du tournoi qualifié de niveau régional.

### Premier tour
| Rang | Équipe     | Pts | J | G | N | P | Bp | Bc | Diff |
| ---- | ---------- | --- | - | - | - | - | -- | -- | ---- |
| 1    | Japon      | 9   | 4 | 3 | 0 | 1 | 37 | 15 | +22  |
| 2    | Brésil     | 9   | 4 | 3 | 0 | 1 | 35 | 17 | +18  |
| 3    | États-Unis | 6   | 4 | 2 | 0 | 2 | 25 | 35 | -10  |
| 4    | Lituanie   | 4   | 4 | 1 | 1 | 2 | 24 | 31 | -7   |
| 5    | Algérie    | 1   | 4 | 0 | 1 | 3 | 20 | 43 | -23  |

| Rang | Équipe    | Pts | J | G | N | P | Bp | Bc | Diff |
| ---- | --------- | --- | - | - | - | - | -- | -- | ---- |
| 1    | Belgique  | 6   | 4 | 2 | 0 | 2 | 18 | 13 | +5   |
| 2    | Ukraine   | 6   | 4 | 2 | 0 | 2 | 18 | 15 | +3   |
| 3    | Turquie   | 6   | 4 | 2 | 0 | 2 | 15 | 15 | 0    |
| 4    | Chine     | 6   | 4 | 2 | 0 | 2 | 21 | 22 | -1   |
| 5    | Allemagne | 6   | 4 | 2 | 0 | 2 | 16 | 23 | -7   |

### Phase finale
|  | Quarts de finale | Quarts de finale    |                     |                     | Demi-finales           | Demi-finales           |   |  | Finale              | Finale              |
|  | Quarts de finale | Quarts de finale    |                     |                     | Demi-finales           | Demi-finales           |   |  | Finale              | Finale              |
|  |                  |                     |                     |                     |                        |                        |   |  |                     |                     |
|  | 31 août à 13h15  | 31 août à 13h15     |                     |                     | 2 septembre à 13h15    | 2 septembre à 13h15    |   |  | 3 septembre à 19h30 | 3 septembre à 19h30 |
|  | 31 août à 13h15  | 31 août à 13h15     |                     |                     | 2 septembre à 13h15    | 2 septembre à 13h15    |   |  | 3 septembre à 19h30 | 3 septembre à 19h30 |
|  | [A1] Japon       | 4                   |                     |                     | 2 septembre à 13h15    | 2 septembre à 13h15    |   |  | 3 septembre à 19h30 | 3 septembre à 19h30 |
|  | [A1] Japon       | 4                   |                     |                     | 2 septembre à 13h15    | 2 septembre à 13h15    |   |  | 3 septembre à 19h30 | 3 septembre à 19h30 |
|  | [B4] Chine       | 7                   |                     |                     | 2 septembre à 13h15    | 2 septembre à 13h15    |   |  | 3 septembre à 19h30 | 3 septembre à 19h30 |
|  | [B4] Chine       | 7                   | Chine               | 8                   |                        |                        |   |  | 3 septembre à 19h30 | 3 septembre à 19h30 |
|  | 31 août à 15h00  |                     | Chine               | 8                   |                        |                        |   |  | 3 septembre à 19h30 | 3 septembre à 19h30 |
|  |                  | États-Unis          | 1                   |                     |                        |                        |   |  | 3 septembre à 19h30 | 3 septembre à 19h30 |
|  | [B2] Ukraine     | États-Unis          | 1                   | 4ap                 |                        |                        |   |  | 3 septembre à 19h30 | 3 septembre à 19h30 |
|  | [B2] Ukraine     |                     |                     | 4ap                 |                        |                        |   |  | 3 septembre à 19h30 | 3 septembre à 19h30 |
|  | [A3] États-Unis  | 5ap                 |                     |                     |                        |                        |   |  | 3 septembre à 19h30 | 3 septembre à 19h30 |
|  | [A3] États-Unis  | 5ap                 | Chine               | 2                   |                        |                        |   |  |                     |                     |
|  | 31 août à 17h45  |                     | Chine               | 2                   |                        |                        |   |  |                     |                     |
|  |                  | Brésil              | 7                   |                     |                        |                        |   |  |                     |                     |
|  | [B1] Belgique    | Brésil              | 7                   | 4                   |                        |                        |   |  |                     |                     |
|  | [B1] Belgique    | 2 septembre à 17h45 |                     | 4                   |                        |                        |   |  |                     |                     |
|  | [A4] Lituanie    | 7                   |                     |                     |                        |                        |   |  |                     |                     |
|  | [A4] Lituanie    | 7                   | Lituanie            | 5                   |                        |                        |   |  |                     |                     |
|  | 31 août à 19h30  | 31 août à 19h30     | Lituanie            | 5                   | Match pour la 3e place | Match pour la 3e place |   |  |                     |                     |
|  | 31 août à 19h30  | 31 août à 19h30     |                     | Brésil              | Match pour la 3e place | Match pour la 3e place | 9 |  |                     |                     |
|  | [A2] Brésil      | 9                   | 3 septembre à 15h00 | 3 septembre à 15h00 |                        |                        | 9 |  |                     |                     |
|  | [A2] Brésil      | 9                   | 3 septembre à 15h00 | 3 septembre à 15h00 |                        |                        |   |  |                     |                     |
|  | [B3] Turquie     | 4                   |                     | États-Unis          | 7                      |                        |   |  |                     |                     |
|  | [B3] Turquie     | 4                   |                     | États-Unis          | 7                      |                        |   |  |                     |                     |
|  |                  |                     |                     |                     |                        |                        |   |  | Lituanie            | 10                  |
|  |                  |                     |                     |                     |                        |                        |   |  | Lituanie            | 10                  |

## Tournoi féminin

### Qualifications
| Compétition                                | Date                       | Lieu       | Places | Qualifiés             |
| ------------------------------------------ | -------------------------- | ---------- | ------ | --------------------- |
| Pays hôte                                  | Pays hôte                  | Pays hôte  | 1      | Japon                 |
| Championnat du monde IBSA de Goalball 2018 | 3-8 juin 2018              | Malmö      | 3      | Brésil Russie Turquie |
| Tournoi de qualification paralympique      | 29 juin - 9 juillet 2019   | Fort Wayne | 2      | Australie États-Unis  |
| Jeux parapanaméricains 2019                | 23 août - 1 septembre 2019 | Lima       | 1      | Canada                |
| Championnat d'Europe 2019                  | 5 - 14 octobre 2019        | Rostock    | 1      | Israël                |
| Championnat de la zone Asie/Océanie 2019   | 5 - 11 décembre 2019       | Tokyo      | 1      | Chine                 |
| Championnat d'Afrique 2020                 | 28 février - 6 mars 2020   | Port-Saïd  | 1      | Égypte                |

À la suite de la crise sanitaire du COVID-19, le Championnat d'Afrique n'a vu s'affronter que trois équipes (Algérie, Maroc, Égypte). La décision de qualifier l'équipe est revenu à l'IPC qui a donc choisi de délivrer le ticket à l'Égypte, deuxième du tournoi qualifié de niveau régional.

### Premier tour
| Rang | Équipe    | Pts | J | G | N | P | Bp | Bc | Diff |
| ---- | --------- | --- | - | - | - | - | -- | -- | ---- |
| 1    | Chine     | 9   | 4 | 3 | 0 | 1 | 17 | 7  | +10  |
| 2    | Israël    | 6   | 4 | 2 | 0 | 2 | 22 | 14 | +8   |
| 3    | RPC       | 6   | 4 | 2 | 0 | 2 | 13 | 16 | -3   |
| 4    | Australie | 6   | 4 | 2 | 0 | 2 | 9  | 21 | -12  |
| 5    | Canada    | 3   | 4 | 1 | 0 | 3 | 12 | 15 | -3   |

| Rang | Équipe     | Pts | J | G | N | P | Bp | Bc | Diff |
| ---- | ---------- | --- | - | - | - | - | -- | -- | ---- |
| 1    | Turquie    | 9   | 4 | 3 | 0 | 1 | 30 | 11 | +19  |
| 2    | États-Unis | 9   | 4 | 3 | 0 | 1 | 22 | 10 | +12  |
| 3    | Japon      | 7   | 4 | 2 | 1 | 1 | 18 | 13 | +5   |
| 4    | Brésil     | 4   | 4 | 1 | 1 | 2 | 23 | 19 | +4   |
| 5    | Égypte     | 0   | 4 | 0 | 0 | 4 | 3  | 43 | -40  |

### Phase finale
|  | Quarts de finale      | Quarts de finale      |                     |                     | Demi-finales           | Demi-finales           |   |  | Finale              | Finale              |
|  | Quarts de finale      | Quarts de finale      |                     |                     | Demi-finales           | Demi-finales           |   |  | Finale              | Finale              |
|  |                       |                       |                     |                     |                        |                        |   |  |                     |                     |
|  | 1er septembre à 17h45 | 1er septembre à 17h45 |                     |                     | 2 septembre à 19h30    | 2 septembre à 19h30    |   |  | 3 septembre à 17h45 | 3 septembre à 17h45 |
|  | 1er septembre à 17h45 | 1er septembre à 17h45 |                     |                     | 2 septembre à 19h30    | 2 septembre à 19h30    |   |  | 3 septembre à 17h45 | 3 septembre à 17h45 |
|  | [C1] Chine            | 0a2p                  |                     |                     | 2 septembre à 19h30    | 2 septembre à 19h30    |   |  | 3 septembre à 17h45 | 3 septembre à 17h45 |
|  | [C1] Chine            | 0a2p                  |                     |                     | 2 septembre à 19h30    | 2 septembre à 19h30    |   |  | 3 septembre à 17h45 | 3 septembre à 17h45 |
|  | [D4] Brésil           | 1a2p                  |                     |                     | 2 septembre à 19h30    | 2 septembre à 19h30    |   |  | 3 septembre à 17h45 | 3 septembre à 17h45 |
|  | [D4] Brésil           | 1a2p                  | Brésil              | 4tab (2a2p)         |                        |                        |   |  | 3 septembre à 17h45 | 3 septembre à 17h45 |
|  | 1er septembre à 19h30 |                       | Brésil              | 4tab (2a2p)         |                        |                        |   |  | 3 septembre à 17h45 | 3 septembre à 17h45 |
|  |                       | États-Unis            | 5tab (2a2p)         |                     |                        |                        |   |  | 3 septembre à 17h45 | 3 septembre à 17h45 |
|  | [D2] États-Unis       | États-Unis            | 5tab (2a2p)         | 5                   |                        |                        |   |  | 3 septembre à 17h45 | 3 septembre à 17h45 |
|  | [D2] États-Unis       |                       |                     | 5                   |                        |                        |   |  | 3 septembre à 17h45 | 3 septembre à 17h45 |
|  | [C3] RPC              | 3                     |                     |                     |                        |                        |   |  | 3 septembre à 17h45 | 3 septembre à 17h45 |
|  | [C3] RPC              | 3                     | États-Unis          | 2                   |                        |                        |   |  |                     |                     |
|  | 1er septembre à 13h15 |                       | États-Unis          | 2                   |                        |                        |   |  |                     |                     |
|  |                       | Turquie               | 9                   |                     |                        |                        |   |  |                     |                     |
|  | [D1] Turquie          | Turquie               | 9                   | 10                  |                        |                        |   |  |                     |                     |
|  | [D1] Turquie          | 2 septembre à 15h00   |                     | 10                  |                        |                        |   |  |                     |                     |
|  | [C4] Australie        | 6                     |                     |                     |                        |                        |   |  |                     |                     |
|  | [C4] Australie        | 6                     | Turquie             | 8                   |                        |                        |   |  |                     |                     |
|  | 1er septembre à 15h00 | 1er septembre à 15h00 | Turquie             | 8                   | Match pour la 3e place | Match pour la 3e place |   |  |                     |                     |
|  | 1er septembre à 15h00 | 1er septembre à 15h00 |                     | Japon               | Match pour la 3e place | Match pour la 3e place | 5 |  |                     |                     |
|  | [C2] Israël           | 1                     | 3 septembre à 13h15 | 3 septembre à 13h15 |                        |                        | 5 |  |                     |                     |
|  | [C2] Israël           | 1                     | 3 septembre à 13h15 | 3 septembre à 13h15 |                        |                        |   |  |                     |                     |
|  | [D3] Japon            | 4                     |                     | Brésil              | 1                      |                        |   |  |                     |                     |
|  | [D3] Japon            | 4                     |                     | Brésil              | 1                      |                        |   |  |                     |                     |
|  |                       |                       |                     |                     |                        |                        |   |  | Japon               | 6                   |
|  |                       |                       |                     |                     |                        |                        |   |  | Japon               | 6                   |

## Résultats

### Podiums
| Épreuves         | Or | Argent                                                                                      | Bronze |
| ---------------- | --- | ------------------------------------------------------------------------------------------- | --- |
| Tournoi masculin | Brésil Emerson Da Silva Alex de Melo Jose Roberto Ferreira de Oliveira Romário Marques Leomon Moreno Josemárcio Sousa | Chine Cai Changgui Chen Liangliang Hu Mingyao Lai Liangyu Yang Mingyuan Yu Qinquan          | Lituanie Nerijus Montvydas Artūras Jonikaitis Justas Pažarauskas Mantas Brazauskis Genrik Pavliukianec Marius Zibolis |
| Tournoi féminin  | Turquie Fatma Gül Güler Reyhan Yılmaz Sevda Altunoluk Şeydanur Kaplan Kader Çelik Sevtap Altunoluk                    | États-Unis Lisa Czechowski Asya Miller Amanda Dennis Mindy Cook Eliana Mason Marybai Huking | Japon Yuki Temma Rie Urata Eiko Kakehata Norika Hagiwara Rieko Takahasi Haruka Wakasugi                               |

### Tableau des médailles
| Rang  | Nation     | Or | Argent | Bronze | Total |
| ----- | ---------- | -- | ------ | ------ | ----- |
| 1     | Brésil     | 1  |        |        | 1     |
| 1     | Turquie    | 1  |        |        | 1     |
| 3     | Chine      |    | 1      |        | 1     |
| 3     | États-Unis |    | 1      |        | 1     |
| 5     | Lituanie   |    |        | 1      | 1     |
| 5     | Japon      |    |        | 1      | 1     |
| Total | Total      | 2  | 2      | 2      | 6     |